# 爱科 (德国公司)
爱科科贝尔股份公司（德語：AL-KO KOBER AG）是德国的一家综合性企业，由阿洛伊斯·科贝尔（Alois Kober）于1931年创立，现业务范围涉及汽车、园艺家居以及空调技术，在全球拥有近4000名员工，总部设于巴伐利亚州金茨堡县辖下的市镇克茨。